# Торун, Тунай
Туна́й Тору́н (тур. и нем. Tunay Torun; 21 апреля 1990, Гамбург) — турецкий и немецкий футболист, нападающий клуба «Бурсаспор» и сборной Турции.

## Карьера
Тунай родился в Гамбурге и тренироваться начал в команде из района этого города, «Санкт-Паули». В возрасте 16 лет он перешёл в главный клуб города, «Гамбург», с командой которого уже через год подписал свой первый профессиональный контракт. 5 сентября 2007 года в седьмом туре Северной Регионаллиги он дебютировал в составе «Гамбург-2». То был домашний матч против «Рот-Вайсса» из Алена, который закончился вничью 1:1, Тунай вышел на замену во втором тайме на 65-й минуте вместо американца Престона Циммермана.
Перед сезоном 2008/09 Туная перевели в основную команду Гамбурга, чтобы он создавал глубину скамейки и заменял выбывших из-за травм. 23 августа 2008 года Тунай дебютировал в втором туре Бундеслиги в домашнем поединке против «Карлсруэ», который закончился победой со счётом 2:1. Тунай вышел на замену на 89-й минуте вместо Петра Троховски. Выходя на замену на последних минутах в матчах третьего и восьмого туров, Торун был отправлен обратно во вторую команду, где он уже был одним из лидеров.
Сезон 2009/10 Тунай начал во второй команде, но уже в конце сентября был переведён в основную и стал игроком стартового состава в Гамубрге. 28 ноября 2009 года он забил свой первый мяч в Бундеслиге, в гостевом поединке против «Майнца», который завершился вничью 1:1. Турок вышел на поле в стартовом составе и на третьей минуте уже отличился с передачи Элджеро Элиа. Всего в том сезоне Торун провёл в Бундеслиге 19 игр и забил 2 мяча. В конце апреля 2010 года на тренировке Тунай получил тяжёлую травму колена и выбыл на полгода.
В сезоне 2010/11 из-за той травмы Тунай провёл в Бундеслиге всего пять матчей. Для набирания формы сначала его вызывали во вторую команду, где он также сыграл пять матчей и забил три мяча.
Летом 2011 года Торун перешёл в берлинскую «Герту».
6 июня 2012 года Торун перешёл в «Штутгарт», подписав контракт на 3 года.
В январе 2013 года Тунай подписал контракт на три с половиной года с турецким клубом «Касымпаша».

## Карьера в сборной
Родившийся в Германии Тунай довольно легко выбрал в качестве сборной, за которую он будет выступать, сборную Турции. Был основным игроком молодёжной сборной, 9 февраля 2011 года дебютировал в основной сборной в товарищеском поединке против сборной Южной Кореи, закончившимся нулевой ничьей. Тунай вышел на замену на 59-й минуте вместо Мехмета Экичи.

## Статистика выступлений
(По состоянию на 28 июля 2011)
| Статистика выступлений Туная Торуна | Статистика выступлений Туная Торуна | Статистика выступлений Туная Торуна | Статистика выступлений Туная Торуна | Статистика выступлений Туная Торуна | Статистика выступлений Туная Торуна | Статистика выступлений Туная Торуна | Статистика выступлений Туная Торуна | Статистика выступлений Туная Торуна | Статистика выступлений Туная Торуна | Статистика выступлений Туная Торуна | Статистика выступлений Туная Торуна | Статистика выступлений Туная Торуна | Статистика выступлений Туная Торуна |
| Сезон                               | Клуб                                | Лига                                | Чемпионат                           | Чемпионат                           | Кубок                               | Кубок                               | Еврокубки                           | Еврокубки                           | Прочие                              | Прочие                              | Итого                               | Итого                               |                                     |
| Сезон                               | Клуб                                | Лига                                | Игры                                | Голы                                | Игры                                | Голы                                | Игры                                | Голы                                | Игры                                | Голы                                | Игры                                | Голы                                |                                     |
| ----------------------------------- | ----------------------------------- | ----------------------------------- | ----------------------------------- | ----------------------------------- | ----------------------------------- | ----------------------------------- | ----------------------------------- | ----------------------------------- | ----------------------------------- | ----------------------------------- | ----------------------------------- | ----------------------------------- | ----------------------------------- |
| 2007/08                             | Гамбург II                          | Региональная лига «Север»           | 20                                  | 2                                   | —                                   | —                                   | —                                   | —                                   | —                                   | —                                   | 20                                  | 2                                   |                                     |
| 2008/09                             | Гамбург II                          | Региональная лига «Север»           | 17                                  | 7                                   | —                                   | —                                   | —                                   | —                                   | —                                   | —                                   | 24                                  | 7                                   |                                     |
| 2008/09                             | Гамбург                             | Бундеслига                          | 3                                   | 0                                   | —                                   | —                                   | 4                                   | 0                                   | —                                   | —                                   | 24                                  | 7                                   |                                     |
| 2009/10                             | Гамбург II                          | Региональная лига «Север»           | 5                                   | 3                                   | —                                   | —                                   | —                                   | —                                   | —                                   | —                                   | 32                                  | 5                                   |                                     |
| 2009/10                             | Гамбург                             | Бундеслига                          | 19                                  | 2                                   | —                                   | —                                   | 8                                   | 0                                   | —                                   | —                                   | 32                                  | 5                                   |                                     |
| 2010/11                             | Гамбург II                          | Региональная лига «Север»           | 5                                   | 3                                   | —                                   | —                                   | —                                   | —                                   | —                                   | —                                   | 10                                  | 3                                   |                                     |
| 2010/11                             | Гамбург                             | Бундеслига                          | 5                                   | 0                                   | —                                   | —                                   | —                                   | —                                   | —                                   | —                                   | 10                                  | 3                                   |                                     |
| 2011/12                             | Герта                               | Бундеслига                          | 20                                  | 4                                   | 2                                   | 0                                   | —                                   | —                                   | —                                   | —                                   | 22                                  | 4                                   |                                     |
| 2012/13                             | Штутгарт                            | Бундеслига                          | 0                                   | 0                                   | 0                                   | 0                                   | 0                                   | 0                                   | —                                   | —                                   | 0                                   | 0                                   |                                     |
| Всего за карьеру                    | Всего за карьеру                    | Всего за карьеру                    | 94                                  | 21                                  | 2                                   | 0                                   | 12                                  | 0                                   | —                                   | —                                   | 108                                 | 21                                  |                                     |